# Lollipop (Big Bang és 2NE1-dal)
A Lollipop a dél-koreai Big Bang és 2NE1 együttesek közös dala, mely egy LG-reklámhoz készült. A dal több slágerlistán is első helyezett volt, az Mnet listáját négy hétig vezette. A dalt a YG Entertainment rezidens producere, Teddy Park írta, és a 2NE1 bemutatkozó dala lett.